# Љубомир Касагић
Проф. др Љубомир Касагић (село Ламинци Сређани, Босанска Градишка, 1. мај 1940 — Београд, 25. децембар 2016) био је српски доктор психологије и дугогодишњи професор војне психологије на Војној Академији у Београду.

## Биографија
Проф. др Љубомир Касагић рођен је 01. маја 1940. године у селу Ламинци-Сређани, Босанска Градишка, Босна и Херцеговина, Краљевина Југославија. Учитељску школу завршио је 1961. године у Бањалуци, а Филозофски факултет, Групу за психологију у Београду 1965. године. Магистрирао је на Филозофском факултету у Сарајеву 1976. године. Докторирао је 1984. године на Филозофском факултету Универзитета у Скопљу из области психолошких наука.
После завршетка факултета и одслужења војне обавезе запослио се 1967. године у Сарајеву у Пешадијском школском центру ЈНА на дужности референта за војну психологију. Априла месеца 1975. године прешао је у Београд у Војну академију копнене војске, где је до пензије био у сталном радном односу. Биран је у сва наставничка звања, а 1993. године изабран је у звање редовног професора за предмет „војна психологија“. Према Статуту Војне академије, изабран је по други пут у звање редовног професора 2000. године.
Више пута похваљиван је и награђиван, а одликован је Орденом за војне заслуге са сребрним мачем, Орденом рада са сребрним венцем и Орден за заслуге у области одбрани и безбедности у време агресије НАТО-а на СР Југославију 1999. године.

### Наставничка активност
На дужности наставника војне психологије у Војној академији налази се од 1975. године, први пут у звању асистента, а затим вишег предавача од 1978. године, доцента, ванредног професора, а од 1993. године у звању редовног професора за исти предмет.
У својој двадесетседмогодишњој педагошкој пракси др Љубомир Касагић реализовао је наставу из војне психологије на свим нивоима школовања официра ЈНА и ВЈ и свим облицима усавршавања старешина и наставника. Такође, 3 године је изводио наставу из психологије 2 на одсеку за психологију Филозофског факултета у Приштини.
Као добар познавалац психолошке науке и умешан дидактичар и методичар испољио је способност и креативност у образовању и васпитању будућих официра ВА и професионалних психолога. Спреман на сарадњу са студентима, успевао је да их активно укључи у образовно-васпитни процес при чему је увек настојао да, поред стицања знања из психологије, код студената развије и љубав према научном подручју, научно-истраживачком раду и будућој професији.
Кроз учешће у конципирању, разради и иновирању наставних планова и програма из војне психологије, психологије 1 и 2 на одсеку за психологију филозофског факултета, др Љубомир Касагић дао је значајан допринос осавремењавању и даљем развоју психологије као научне дисциплине. О томе сведочи и његово ангажовање на плану дидактичко-методичког усавршавања наставе, развијању и опремању кабинета за војну психологију, наставних средстава и уџбеничког материјала за студенте Војне академије и Филозофског факултета (Војна психологија-уџбеник, Практикум из војне психологије, Општа психологија-уџбеник за студенте Филозофског факултета, Личност и учење, литература за студенте факултета и др.)

## Научно-истраживачки рад
У временском периоду од 1967. до 2002. године, др Љубомир Касагић објавио је самостално или као коаутор 55 стручних и научних радова. Међу њима налази се 12 књига, 20 научних студија, 16 чланака, 4 упутства и више приказа.

### Књиге, приручници, практикуми
1. Основи војне психологије, ВА КоВ, Београд, 1987 (Касагић, Љ. Шипка, П. и Пајевић, Д.)
2. Војна психологија, ВИНЦ, Београд, 1988. (Арнаутовић, Д., Касагић, Љ. и Пајевић, Д.)
3. Психологија за војног старешину, Војна академија КоВ, Београд, 1992. (Касагић, Љ. и Костић, П.)
4. Личност и учење, НИУ ВОЈСКА, Београд, 1996. године.
5. Војна психологија, Војна академија, Београд, 2001. године.(Пајевић, Д.и Касагић, Љ.)
6. Психологија, Студио МС, Београд, 2001. године.(Пајевић, Д. и Касагић, Љ.)
7. Општа психологија, Студио МС, Београд,2002. (Касагић, Љ. и Чабаркапа, М.)
8. Практикум војне психологије, ВА КоВ, Београд, 1990. (Касагић, Љ. Пајевић, Д., Данић, Н. и Јоцић, Р.)
9. Методички приручник за вежбе из војне психологије, ВА КоВ, Београд, 1980. (Касагић, Љ., Пајевић,Д., Костић, П. и Ловре, М.)
10. Дидактичко-методички приручник за наставнике почетнике, ВА, Београд, 2001. (Анђелковић, Р., Дамњановић, П. и Касагић, Љ.)
11. Приручник за примену психолошких тестова у Војсци Југославије, ГШ ВЈ, Управа за информисање и морал, 1998. (Касагић, Љ, Чабаркапа, М.,Аларгић, Д. и Обрадовић, Б.)
12. Морално-психолошка припрема припадника ВЈ, ГШ ВЈ, Управа за морал, Београд, 1999. (Касагић, Љ. и Аларгић, Д.)
13. Практикум војне психологије, ВА, Београд, 2003. (Касагић, Љ. Пајевић, Д., Данић, Н. и Јоцић, Р.)

### Студије-пројекти
1. Дидактичка функција аутотренажера АТ-70, Семинар: Примена савремених техника у васпитно-образовном процесу, Пешадијски школски центар, Сарајево, 1970. (Касагић, Љ.)
2. Мотивациона вриједност похвале и критике у процесу стицања вјештине гађања из пиштоља, Филозофски факултет, Сарајево, 1976. (Касагић, Љ.)
3. Неки проблеми формирања и деловања питомачког колектива, Војна академија КоВ, Београд, 1979. година. (Касагић, Љ. и Костић, П.)
4. Неки социолошко-психолошки аспекти слободног времена питомаца, Зборник радова ВА КоВ бр. 7, Београд, 1981. (Касагић, Љ. и Маравић, Г.)
5. Слободно време питомаца, Војна академија КоВ, Београд, 1982. (Касагић, Љ. и Маравић, Г.)
6. Активност питомаца у настави, Војна академија КоВ, Београд, 1987.(Касагић, Љ.)
7. Утицај васпитно-образовног процеса на мијењање неких особина и структуре личности питомаца ВА КоВ, Зборник радова ВА КоВ, бр. 10, Београд, 1984. (Касагић, Љ.)
8. Међуљудски односи у питомачким колективима ВА ЈНА, Саветовање у ВА КоВ, Београд, 1989. (Касагић, Љ.)
9. Особине личности питомаца као фактор успешности и производ образовно-васпитне дјелатности ВА КоВ, Београд, ЦОСИС, 1989. (Касагић, Љ.)
10. Образовно-васпитни ефекти иновираног распореда дневног радног времена Универзитета ВЈ, УВЈ, Београд, 1993. (Касагић, Љ. и Миловановић,     Р.)
11. Борбени морал припадника Војске Југославије у агресији НАТО-а на СРЈ (1 део), ГШ ВЈ, Управа за морал, Београд, 1999. (Даниловић, Н., Касагић, Љ., Дамњановић, Д., Пајевић, Д. и Јовановић, М.)
12. Међуљудски односи у војним академијама ЈНА, ВА КоВ, Београд, 1991. (Шипка, П. и Касагић, Љ.)
13. Борбени морал припадника Војске Југославије у агресији НАТО-а на СРЈ (2 део), ГШ ВЈ, Управа за морал, Београд, 1999. (Даниловић, Н., Касагић, Љ., Дамњановић, Д., Пајевић, Д. и Јовановић, М.)
14. Социјални, морални и психолошки чиниоци отпора агресији НАТО-а на СР Југославију (први део), ГШ ВЈ, Управа за морал, Београд, 2001. (Даниловић, Н., Касагић, Љ., Марчек, Ј., Дамњановић, П., Чабаркапа, М., Пајевић, Д., Дамњановић, Д., Радовановић, Д. и Килибарда, З.)
15. Социјални, морални и психолошки чиниоци отпора агресији НАТО-а на  СР Југославиј (други део), ГШ ВЈ, Управа за морал, Београд, 2001. (Даниловић, Н., Касагић, Љ., Марчек, Ј., Дамњановић, П., Чабаркапа, М., Пајевић, Д., Дамњановић, Д., Радовановић, Д. и Килибарда, З.)

### Чланци
1. О неким проблемима израде методика општевојних предмета, Војно дело бр. 4, ВИЗ, Београд, 1974. (Касагић, Љ., Живковић, М. и Петровић, П.)
2. Познавање личности питомаца - претпоставка успешног васпитног рада, Војни гласник бр. 3, ВИЗ, Београд, 1974. (Касагић, Љ.)
3. Значај методе навикавања у изграђивању свјесне војне дисциплине,  Војни гласник бр. 8, ВИЗ, Београд, 1974. (Касагић, Љ.)
4. Трансфер знања, вештина и навика у војностручној настави, Билтен  ЦВВШ, бр. 2, Београд, 1978. (Касагић, Љ.)
5. Неки аспекти рационализације процеса учења, Зборник радова ВА КоВ, бр. 6, Београд, 1980. (Касагић, Љ. и Булајић, Н.)
6. Особине личности и васпитно-образовна успјешност, Зборник радова ВА КоВ, бр. 9, Београд, 1983. (Касагић, Љ.)
7. Утицај интелектуалних и неких конативно-мотивационих особина личности на васпитно-образовну успјешност, Ратна теорија и пракса, бр. 7-8, ЦВВШ, Београд, 1984. (Касагић, Љ.)
8. Чиниоци изграђивања међуљудских односа у војним колективима, Информатор бр.6, ВИНЦ, Београд, 1990. (Касагић, Љ.)
9. Трансформација духа професионалне војске, Војно дело бр. 6, Београд, 1996. (Касагић, Љ)
10. Утицај емоционалних реакција на ставове о пружању отпора агресији, Зборник радова бр. 31, Филозофски факултет Универзитета у Приштини,Косовска Митровица, 2001. (Касагић, Љ., Марчек, Ј. и Килибарда, З.)
11. Међуљудски односи, дисциплина и морална снага војске, Војно дело бр. 4-5, Београд, 1997. (Касагић, Љ.)
12. Повезаност емоционалног реаговања и ставова о пружању отпора агресији, Војно дело бр. 1. Београд, 2002. (Касагић, Љ., Марчек, Ј. и  Килибарда, З.)

### Саопштења на скуповима
1. Неки психолошко-андрагошки фактори образовно-васпитне успјешности  питомаца ВА КоВ, Саветовање у ВА КоВ, Београд, 1989. (Касагић, Љ.)
2. Практични задаци истраживања међуљудских односа у питомачким  колективима војних академија, Саветовање у ВА КоВ, Београд, 1989. (Касагић, Љ.)
3. Личност и учење, Други скуп Емпиријска истраживања у психологији, Филозофски факултет, Београд 1996. (Касагић, Љ.)
4. Прогноза ставова о пружању отпора агресији на основу емоционалног реаговања у ситуацији агресије, Осми научни скуп Емпиријска истраживања, Филозофски факултет, Београд, 2002. (Касагић, Љ. и Марчек, Ј.)

### Упутства
1. Упутство о подстицајним мерама, Пешадијски школски центар,  Сарајево, 1968. (Касагић, Љ.)
2. Упутство за пријем и прилагођавање питомаца Пешадијске подофицирске школе, ПШЦ, Сарајево, 1968. (Касагић, Љ.)
3. Упутство за примјену неформалних тестова знања, Пешадијски школски центар, Сарајево, 1970. (Касагић, Љ.)
4. Упутство за рад психолога у командама, јединицама и школским установама, ГШ ВЈ, Управа за информисање и морал, Београд, 1998. (Касагић, Љ.)

### Прикази
1. Ђорђе Станић, Методичке основе ватрене обуке земаљске артиљерије. Заснованост на резултатима научне психологије, Војно дело, бр. 2, ВИЗ, Београд, 1977. године.
2. Ранко Поповић, Увод у војну психологију, Зборник радова ВА КоВ, бр. 3, Београд, 1977. године.
3. Мотивација за учење-производ личности и свеукупности живљења. Никола Булајић, Мотивација за учење. Војно дело бр. 2, ВИНЦ, Београд, 1990. године.

### Разно
- Неки психолошко-андрагошки фактори образовно-васпитне успешности питомаца Војне академије и школских центара ЈНА

Овај рад саопштен је 1989. године на саветовању у Војној академији у Београду. Обим рада износи 40 страница текста, табела и графикона. У студији су обрађени: суштина и значај учења, теоријска схватања учења, психофизичке карактеристике питомаца значајне за образовно-васпитни рад, психолошки фактори успешности учења, примењивост стечених знања и особина личности (трансфер), утицај образовно-васпитног процеса на мењање неких особина и структуре личности и закључна разматрања.
Проблеми који су у овој студији постављени и решавани спадају међу најактуелније проблеме савремене психологије уопште, а посебно у психологији образовања. У студији се оправдано указује на заједнички недостатак свих теорија учења што нису узеле у обзир улогу личних особина и њихову интеракцију са срединским чиниоцима у процесу учења.
Ова студија не само да инсистира на личним особинама као релевантном фактору у учењу, него емпиријским подацима настоји и да докаже ову тврдњу.
Студија попуњава једну велику празнину у истраживањима образовно-васпитне успешности која постоји не само у нашој, него и светској психолошкој литератури. У психологији учења, па и у образовно-васпитној успешности која је у крајњој линији резултат учења, по први пут се у овој студији чини покушај да се истовремено испитују не само знања, вештине и навике стечене у процесу наставе, него и оне особине личности које заједно са знањима формирају онај профил стручњака какав треба да буде формиран. Ова друга функција школе (формирање личности) често је запостављана, а у истраживањима овакве врсте готово да није узимана у обзир, вероватно из методолошких разлога, јер је веома проблематично конструисати валидне инструменте за објективно мерење васпитних ефеката.
Оригинална је идеја у овој студији да се искористе резултати истраживања психологије личности, посебно теорије особина, за истраживање утицаја појединих особина или група особина на образовно-васпитну успешност. Тиме је знатно олакшано истраживање и исто постављено на сигурне теоријске основе. С друге стране, резултати овог истраживања имају значаја за наведене теорије личности, будући да они могу компетентно да послуже за верификацију тих теорија.
На основу резултата истраживања др Љубомир Касагић предлаже корисне мере у погледу дефинисања критеријума образовно-васпитне успешности који, поред оцена образовних постигнућа, треба да обухвати и мерила развоја оних особина личности како је дефинисано циљевима и задацима школовања.
- Социјални, морални и психолошки чиниоци отпора агресији НАТО-а на СР Југославију

Рад је публикован под истим насловом у оквиру ширег пројекта под називом Отпор агресији НАТО-а на СР Југославију 1999. године. Студија је емпиријског карактера, где је на узорку од 3.471 испитаника испитано мишљење становника Републике Србије о ставовима према учесницима и неучесницима у агресији НАТО-а на СР Југославију, ставови према личностима, институцијама, емоционално реаговање, страх, ставови о начинима пружања отпора агресији, ставови према Војсци Југославије и полицији, ставови према исходу рата, ставови према решењу косовског проблема и предвиђање наведених ставова у евентуалној будућој агресији.
Вишеструка надмоћност агресора у техничком фактору у значајној мери неутралисана је квалитетом нашег људског фактора. Испољени свеопшти отпор војске и народа агресији значајан је за науку и будућу праксу припреме становништва за одбрану.
Истраживање је дало глобалну слику спремности грађана Југославије за пружање отпора агресији.